# Mărgineni (gmina w okręgu Neamț)
Mărgineni – gmina w Rumunii, w okręgu Neamț. Obejmuje miejscowości Hârțești, Hoisești, Itrinești i Mărgineni. W 2011 roku liczyła 3253 mieszkańców.